# Castillo de Bellver
El castillo de Bellver es una fortificación de estilo gótico situada a unos tres kilómetros de la ciudad española de Palma de Mallorca, en Baleares. Fue construido a principios del siglo XIV por orden del rey Jaime II de Mallorca. Se encuentra sobre un monte de 112 metros sobre el nivel del mar, en una zona rodeada de bosque, desde donde se puede contemplar la ciudad, el puerto, la sierra de Tramontana y el Llano de Mallorca; de hecho, su nombre viene del catalán antiguo bell veer, que significa «bella vista». Una de sus peculiaridades es que se trata de uno de los pocos castillos de toda Europa de planta circular, siendo el más antiguo de estos. Actualmente pertenece al Ayuntamiento de Palma, y en él se encuentra el Museo de Historia de la ciudad de Palma, por lo que está abierto al público. 

## Origen

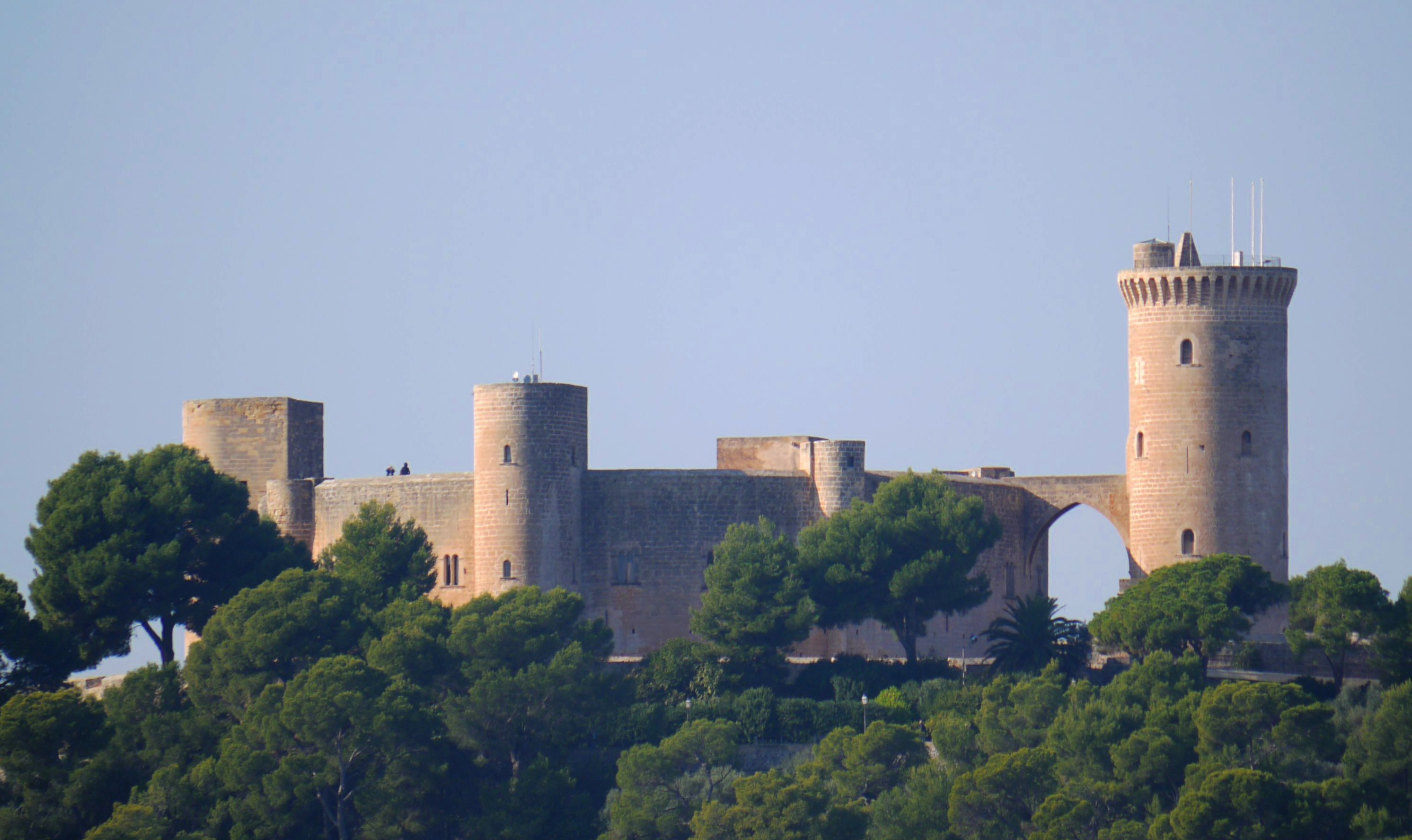
El castillo desde levante

El diseño de planta circular con torres también circulares adosadas parece provenir del conjunto superior del Herodión (en Cisjordania), también circular y con una gran torre maestra y tres torres menores. Las torres menores están adosadas y la del homenaje está atravesada por un muro por lo que está adosada. Este edificio tampoco tiene un pórtico en el patio. A su vez, el castillo de Bellver inspiró el de Michelstetten que, aunque no tiene torres, sí cuenta con una galería superpuesta en el patio con arcos muy rebajados y columnas de planta circular

## Evolución
Una vez construido el castillo de Bellver, debido a la introducción de la artillería, desaparecieron las almenas de la terraza superior y de la barbacana, y algo más tarde, de todas las torres. Se construyeron troneras en el revellín y la barbacana, cambiando el punto de acceso al revellín. En 1713, durante la guerra de Sucesión, se construyó un estrado cubierto actualmente en mal estado de conservación, invadido por pinar o ajardinado en la entrada, a pesar de su valor histórico.

## Historia
La parte principal de la fortificación la construyó el arquitecto Pere Salvà, que también trabajó en el palacio de la Almudaina, con otros maestros de obras entre los años 1300 y 1311 para Jaime II. Para su construcción, buena parte de la piedra se extrajo de una cueva-cantera del mismo monte, debajo de la fortificación, cosa que ha provocado grietas en el edificio. Cuando se necesitaba piedra más dura, se traía de Portals Vells (Calviá) y de Santañí (piedra de Santañí).
El castillo desempeñó al principio las funciones residenciales para las cuales fue construido, en tiempo de los reyes Jaime II, Sancho y Jaime III de Mallorca. También lo habitó el rey Juan I de Aragón, huyendo de la peste que atacaba al continente (1394). En el siglo XVII fue residencia esporádica de algunos virreyes. Como fortificación sufrió también diferentes asedios. El primero en el año 1343, durante la campaña de reincorporación del reino de Mallorca a la Corona de Aragón, por Pedro el Ceremonioso; el siguiente, en el año 1391, durante la revuelta contra el Call; y el último, el año 1521, en el cual sufrió el único asalto de su historia, durante la rebelión de las Germanías.

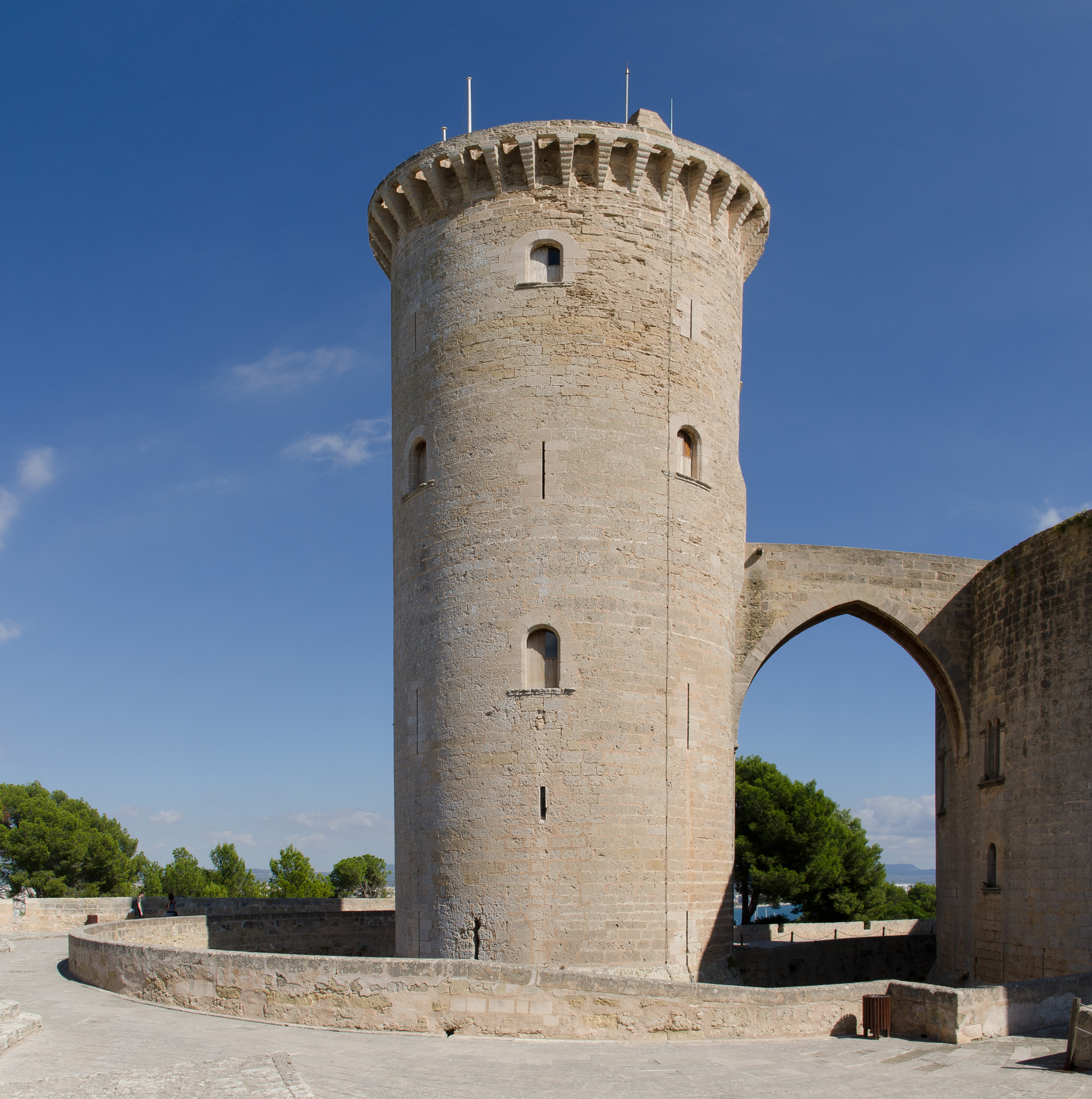
Torre del homenaje

El castillo estaba gobernado por un castellano. En el año 1408, el rey Martín el humano concedió la señoría de Bellver a la cartuja de Valldemosa. En el año 1459, llegó a Mallorca el príncipe de Viana para tomar posesión de los castillos de la isla, de acuerdo con el pacto con su padre, Juan II que lo hacía señor de Mallorca, aunque no le concedió la señoría ni le cedió el castillo de Bellver.
Como recinto, desde el siglo XIV se utilizó como prisión, primero de la reina Violante y de los príncipes Jaime e Isabel y de otros partidarios del rey Jaime III, después de su muerte en la batalla de Llucmajor (1349). Durante la guerra de Sucesión, de felipistas, y, después de la victoria borbónica, de austracistas.

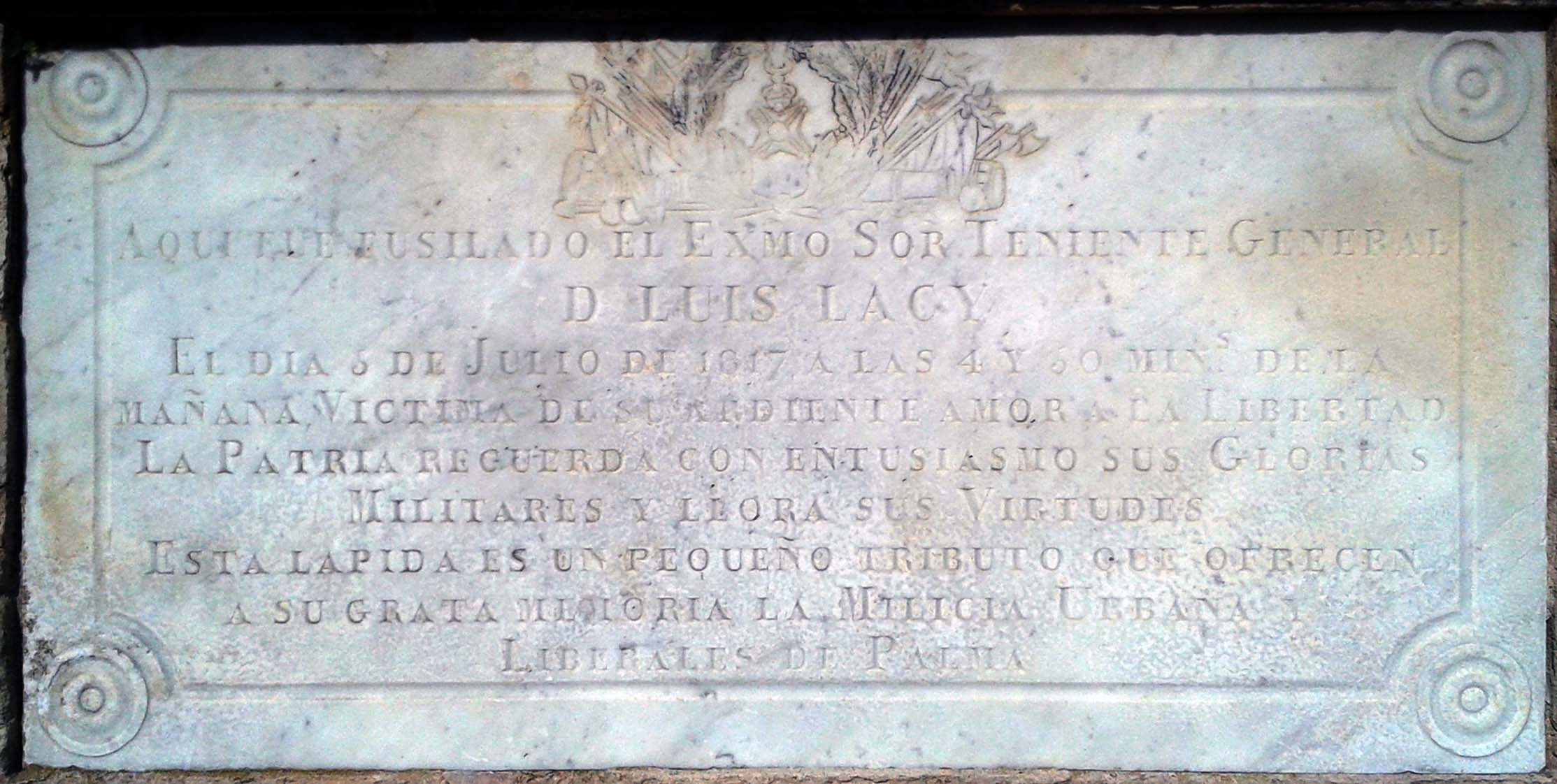
Lápida que recuerda el fusilamiento del General Lacy en el castillo de Bellver, colocada en el mismo lugar de su ejecución

En el siglo XIX, durante la guerra de la Independencia española, de prisioneros franceses de la batalla de Bailén, y, después, de presos políticos, el primero y el más famoso de los cuales fue el ministro Gaspar Melchor de Jovellanos (1802-1808), que hizo la primera descripción del castillo y encargó los primeros planos y dibujos, así como una descripción botánica y geológica del pinar circundante, fundando con ellas el movimiento conservacionista del patrimonio. El físico francés François Aragó, que participaba en la medición del meridiano de París, se refugió allí, acusado de espionaje por la población. Lo siguieron el general liberal Luis Lacy, fusilado aquí en 1817; los liberales Esteve Bonet i Perelló, Joan Coll Crespí y otros (1824) y Miquel Bibiloni i Corró (1867), republicanos catalanistas como Valentí Almirall (1869), el restaurador de la monarquía borbónica en España con Alfonso XII, Arsenio Martínez Campos (1874) y diferentes carlistas.
Ya en el siglo XX, con el advenimiento de la II República, el castillo y su entorno fueron cedidos al Ayuntamiento de Palma con la condición de que se destinara a un museo de arte antiguo, como desde el mismo consistorio se sugirió. Durante la Guerra Civil recuperó su uso de prisión, encerrándose en el castillo a hasta 800 presos republicanos, que fueron empleados como mano de obra forzada en la construcción de la actual carretera de acceso al castillo. Entre estos presos se encontraba Alexandre Jaume, que como diputado había conseguido la cesión del castillo a la ciudad, y Emili Darder, alcalde en el momento de la cesión; ambos fueron fusilados después. Terminada la posguerra, el Ayuntamiento retomó los esfuerzos para la conversión del castillo en uso cultural, para lo que en 1947 comenzaron las reformas en profundidad que culminaron en la inauguración en 1976 del Museo de Historia de la Ciudad de Palma.

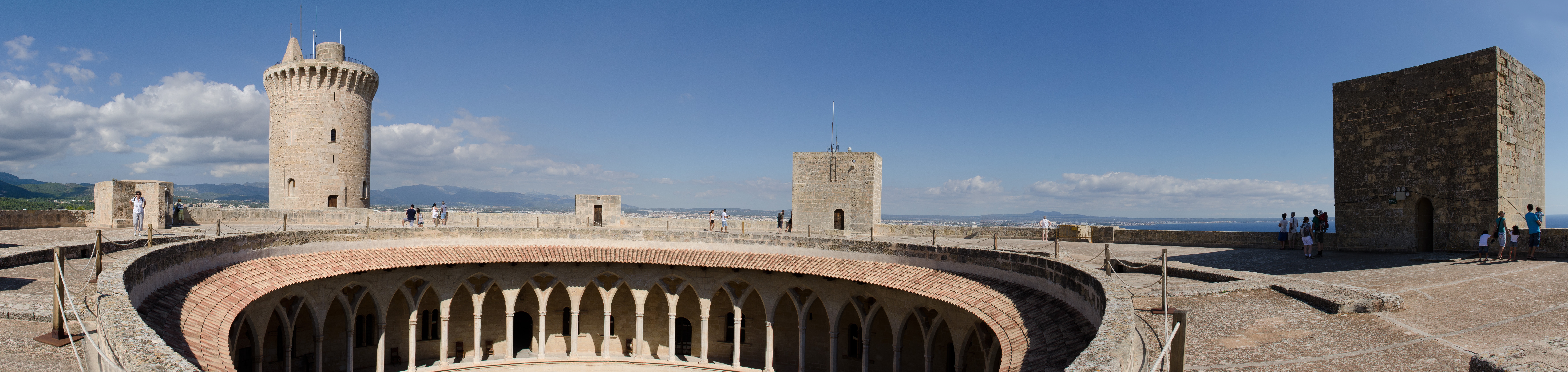
Terraza del castillo de Bellver

## Características

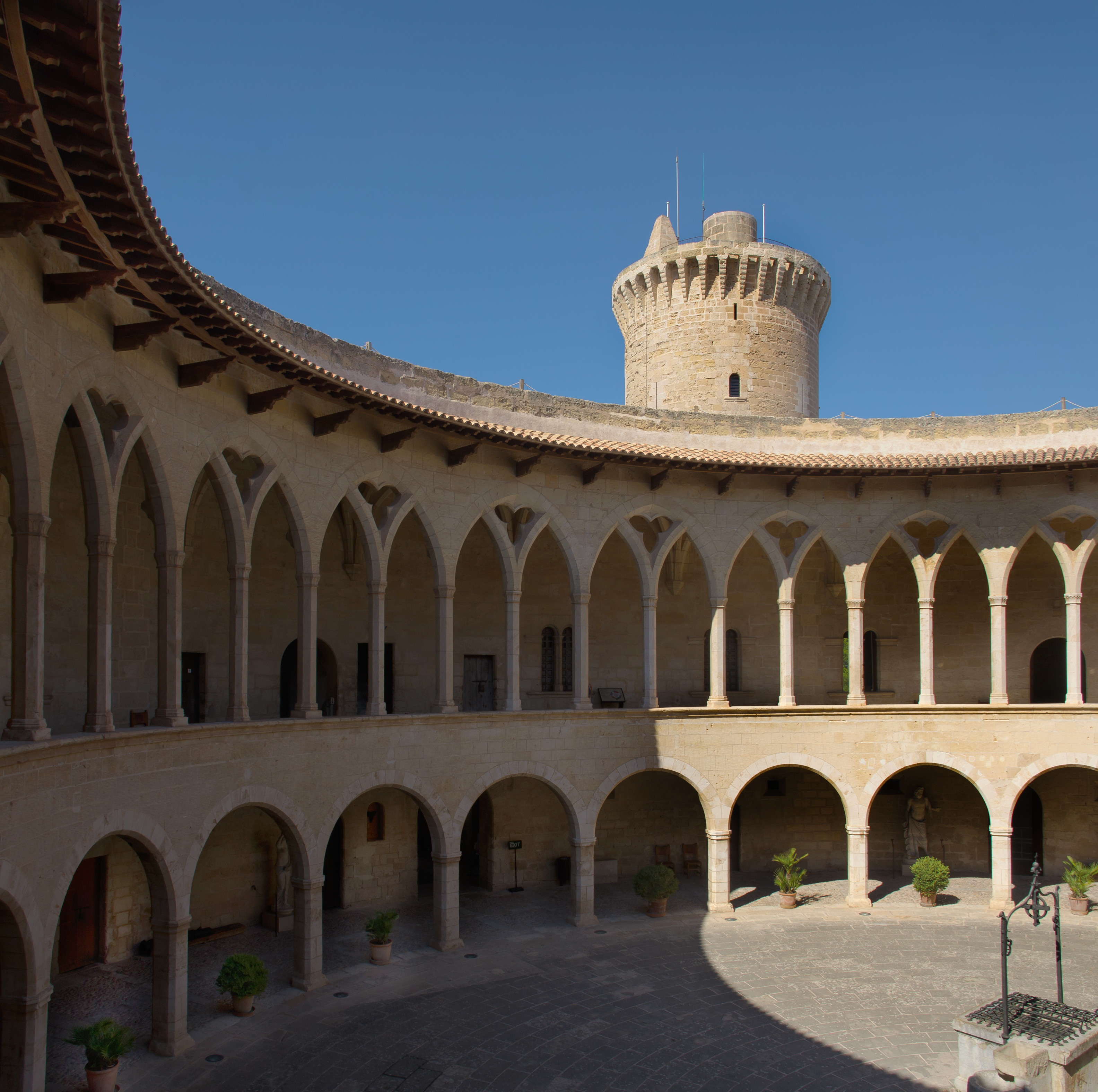
Patio circular con la torre del homenaje al fondo

Al ser construido para albergar la corte real de Jaime II de Mallorca, su estructura combina las necesidades palaciegas con elementos defensivos. Lo más destacado de su estructura es precisamente su forma circular, única en España. Es circular tanto su muralla como su patio interior. Las tres torres adosadas a la muralla son también circulares, así como la torre del homenaje. La torre del homenaje, con estructura circular, está separada del resto del edificio (ver imagen superior). Rodeando el castillo y la torre del homenaje hay dos fosos.
Cabe destacar el patio circular. En el centro del mismo hay un brocal de cisterna que indica que en el subsuelo hay un gran aljibe para almacenar agua. El palacio está estructurado en dos plantas alrededor del patio central. Todas las dependencias dan al patio central mediante una galería de arcos góticos.
Actualmente el castillo es visitable y en él se alberga el museo de la ciudad, con una exposición de la historia de Palma de Mallorca desde los primeros pobladores hasta la Edad Media. En el interior del castillo se encuentra un pequeño servicio de bar-cafetería, el cual comparte el horario del castillo.

## Usos actuales

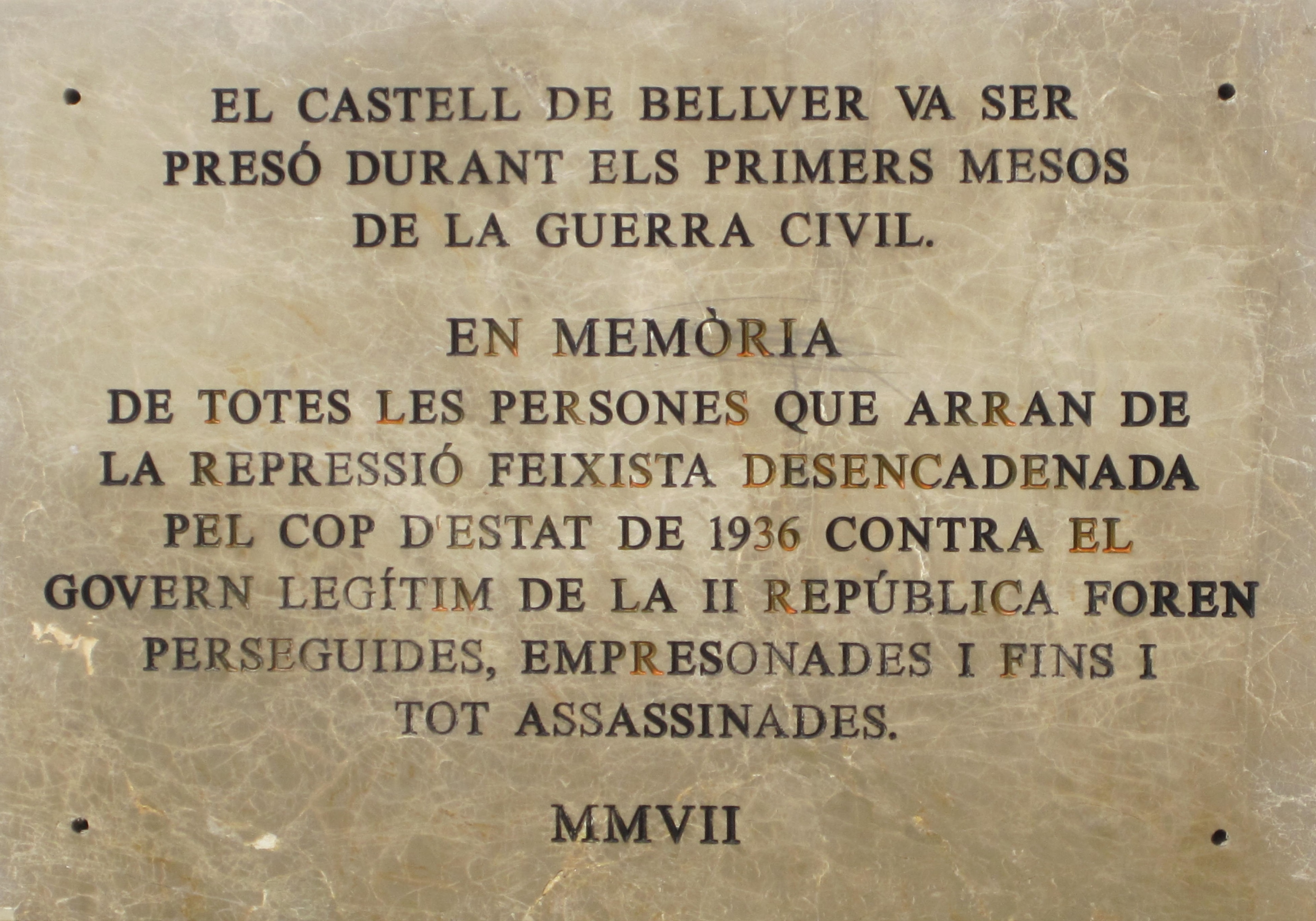
El Castillo de Bellver fue prisión durante los primeros meses de la guerra civil. En memoria de todas las personas que a raíz de la represión fascista desencadenada por el golpe de estado de 1936 contra el gobierno legítimo de la II República fueron perseguidas, hechas prisioneras e incluso asesinadas. MMVII.

En 1931 la Segunda República Española cedió el castillo a la ciudad de Palma, junto con el bosque que lo rodea. En 1932 se convirtió en museo, siendo renovado en 1976 para convertirse en el Museo de Historia de Palma de Mallorca, conteniendo una colección de esculturas clásicas del cardenal Despuig. Gracias a la carretera y el aparcamiento que se construyeron, actualmente el castillo recibe un gran número de visitantes. El patio es sede de gran variedad de actos protocolarios, conciertos y actos culturales. Desde los años 90 suele utilizarse también para bodas civiles. Su situación y visibilidad desde el mar y desde cualquier punto de la ciudad lo han convertido en uno de los símbolos de la ciudad.
En el recinto del bosque de Bellver se encuentran los establos de la policía montada municipal. Hay también una larga cueva que durante años se utilizó como depósito municipal de vehículos y que se dice que está comunicada con la catedral de Palma. Además hay que destacar la capilla dedicada a San Alonso Rodríguez construida entre 1879 y 1885.
Desde el barrio de El Terreno se puede llegar al castillo por un camino empedrado que se construyó para subir artillería al castillo. Se conoce como calle del Polvorín.
El segundo domingo de Pascua, día del Ángel Custodio, los palmesanos se juntan en el bosque de Bellver para la celebración del Diumenge de l'Àngel.
En los últimos tiempos, se está realizando un esfuerzo por acomodar los servicios del Castillo de Bellver para hacer más grata, cómoda y fructífera la visita entre los muros de esta fortaleza. Reflejo de esto es el centro de recepción de visitantes del Castillo de Bellver, inaugurado el 1 de agosto de 2012, incorporando una moderna cafetería y un centro de interpretación y bienvenida de visitantes. De esta forma se pone a disposición de los visitantes unas nuevas taquillas, tienda de recuerdos, bar y servicio de control de acceso. Además, está previsto incorporar con posterioridad un servicio de guías en formato electrónico. También se ha llevado recientemente, por parte del Ministerio de Cultura, la electrificación de todas las salas del castillo.
Desde mediados del 2016, alberga igualmente la Biblioteca Auxiliar Alexandre Jaume especializada en la vida del regidor municipal que le da nombre, la memoria histórica en Baleares y la propia historia del castillo-prisión.